# Schenkia japonica
Schenkia japonica är en gentianaväxtart som först beskrevs av Carl Maximowicz, och fick sitt nu gällande namn av G.Mans.. Schenkia japonica ingår i släktet Schenkia och familjen gentianaväxter. Inga underarter finns listade i Catalogue of Life.